# Вольф, Иероним
Иероним Вольф (нем. Hieronymus Wolf) (13 августа 1516, Эттинген — 8 октября 1580, Аугсбург) — немецкий гуманист, филолог, основатель византинистики.

## Биография
Посещал школу в Нёрдлингене. Ещё в школьные годы проявилась его склонность к гуманитарным дисциплинам. Педагоги были внимательны к таланту своего ученика. Особенно в Нюрнберге он нашёл благожелательных наставников.
В 1536 году умер отец Иеронима, и он вынужден был вернуться в Этинген для того, чтобы ухаживать за четырёхлетним братом, который позже станет известным в Нюрнберге врачом.
В 1537—1539 годы учился в Виттенберге, где в числе его преподавателей был Меланхтон.
В 1543—1545 годы был ректором в Мюльхаузене, после чего на некоторое время вернулся как учитель в Нюрнберг, откуда направился в Тюбинген, а затем в Страсбург.
В 1548 году в Базеле встретил своего друга и в будущем издателя его работ Иоганна Опорина.
В 1550—1551 годах преподавал в Париже.
Отказался от предложения занять вакансию профессора истории в Базеле и в 1551 году в Аугсбурге стал секретарём и библиотекарем Иоганна Якоба Фуггера, который в своём стремлении собрать как можно больше произведений классической литературы нашёл в Вольфе ревностного помощника.
В 1557 году, потеряв своего покровителя, занял должность ректора гимназии св. Анны, в то же время являясь городским библиотекарем: под его руководством, библиотека Аугсбурга получила собственное здание, первое отдельное здание библиотеки в Германии.

## Научные изыскания
Уже в ранние годы Вольф начал изучать греческое письменное наследие, чтобы перевести его на латынь. Кроме того, он составил свои переложения некоторых сочинений ряда античных авторов с многочисленными замечаниями, комментариями и предложениями. В 1558—1559 годах Опорин опубликовал прокомментированные Вольфом переводы сочинений Исократа и Демосфена.
Его заслугой является сохранение многих письменных памятников Византии. Ему же принадлежит теперь общепринятый термин «Византия» и «Византийская империя». Назвал он Римскую империю Византией целенаправленно — чтобы ложно показать, что Византия никакая не Римская Империя, единственная же Римская империя и наследница Древнего Рима эпохи Цезаря и Августа — это Священная Римская империя германской нации. Его труды заложили основу византистики.